# Pseudione overstreeti
Pseudione overstreeti là một loài chân đều trong họ Bopyridae. Loài này được Adkison & Heard miêu tả khoa học năm 1995.